# Данилова, Екатерина Тихоновна
Екатерина Тихоновна Данилова — советский хозяйственный, государственный и политический деятель, Герой Социалистического Труда.

## Биография
Родилась в 1926 году на территории современной Воронежской области. Член КПСС.
С 1942 года — на хозяйственной, общественной и политической работе. В 1942—1981 гг. — рабочая Ачигварского совхоза имени Микояна Министерства сельского хозяйства СССР в Очемчирском районе Абхазской АССР, чаевод Адлерского чайного совхоза в Сочинском районе Краснодарского края.
Указом Президиума Верховного Совета СССР от 1 сентября 1951 года присвоено звание Героя Социалистического Труда с вручением ордена Ленина и золотой медали «Серп и Молот».
Жила в Краснодарском крае.

## Награды и звания
- Герой Социалистического Труда (01.09.1951).
- орден Ленина (01.09.1951)
- орден Трудового Красного Знамени (05.07.1949; 31.07.1950)
- орден «Знак Почёта» (30.04.1966; 15.12.1972)